# Sistema locale territoriale
Il modello del sistema locale territoriale (brevemente modello SLoT) è un modello teorico usato come strumento nella Pianificazione territoriale. Il modello trova applicazione anche nella progettazione territoriale in ambito turistico, diventando strumento indispensabile sia per uno Sviluppo sostenibile che per un Turismo responsabile.

## Componenti del modello SLoT
Il modello concettuale si compone di quattro elementi:
- la rete locale dei soggetti (o rete corta): è l'insieme di tutte quelle relazioni e interazioni che avvengono tra soggetti (pubblici e privati, individuali e collettivi, locali e sovralocali) in un territorio definito "locale" e caratterizzato dal concetto di "prossimità fisica", per la quale possono avvenire interazioni face-to-face, in cui si instaurano rapporti di fiducia, conoscenza e reciprocità, ma anche conflittualità di interessi. A titolo di esempio, si considera una scala geografica che comprenda la dimensione di un villaggio, di un piccolo quartiere urbano, fino alla media provincia italiana.
- il milieu locale inteso come l'insieme di risorse, materiali e immateriali, di vario genere (economiche, culturali, ambientali, sociali) presenti in un determinato territorio e frutto di un processo di sedimentazione nel lungo periodo. Si parla di milieu come di contenitore di risorse potenziali, cioè presenti e potenzialmente sfruttabili attraverso una Pianificazione territoriale.
- i rapporti di interazione cognitiva e materiale, intrapresi dalla rete locale di soggetti con il milieu locale e con l'ecosistema. Lo scambio cognitivo e materiale tra soggetti, risorse presenti in un territorio ed ecosistema dovrebbe permettere di trasformare simbolicamente le risorse potenziali in valori comunicabili e scambiabili.
- il rapporto interattivo tra la rete locale di soggetti e le reti sovralocali (o reti lunghe). Il sistema locale di soggetti e risorse territoriali di vario genere è un sistema aperto a relazioni con l'esterno, cioè con soggetti, istituzioni ed organizzazioni che operano su una scala più ampia, come la regione, lo Stato, l'Unione europea, e le organizzazioni mondiali.

## Caratteristiche del modello SLoT
Il modello riconosce un grado di autonomia ai soggetti delle reti locali e sovralocali, ne consegue che, il coordinamento tra l'operato di attori che operano su vari livelli territoriali (provincia, regione, stato, organizzazioni sovrastatali e mondiali) è governato dal Principio di sussidiarietà.
Il modello si fa carico di ereditare risorse del passato, di organizzarle in progettualità attuali e attuabili in un'ottica futura di Sostenibilità. L'ottica di sostenibilità nasce dal presupposto che le risorse presenti nel milieu locale non sono rinnovabili, anzi, in caso di risorse ambientali e culturali soprattutto, si parla di risorse uniche e non imitabili, che vanno tutelate e valorizzate responsabilmente.

## Finalità del modello SLot
Il modello SLoT è uno strumento per la creazione di valore aggiunto territoriale, inteso come la creazione, la trasformazione o l'incremento di risorse naturali e culturali di un territorio. Il valore aggiunto del progetto può essere calcolato anche in termini di incremento dei valori di mercato del capitale fisso, dei prodotti e dei servizi di un territorio.
Un'altra finalità del modello è quella di accertare la congruenza tra le competenze dei soggetti locali e l'impiego delle risorse potenziali del milieu locale.
Usato come strumento di progettazione territoriale, lo scopo principale del modello è quello di individuare dove e come esistano le precondizioni soggettive ed oggettive per uno sviluppo territoriale sostenibile.